# Circus Baobab
Pour les articles homonymes, voir Circus et Baobab (homonymie).
Le  Circus Baobab est une troupe de cirque itinérante, originaire de Guinée. La Guinée, foyer artistique fécond (percussions, danses, échasses, chants rythmés, acrobaties dansées…) s’est avéré être un terrain idéal à une première expérience africaine dans le monde du cirque aérien. 
Le Circus Baobab est une troupe issue du Centre National d’Art Acrobatique de Guinée, et s’inscrit dans la tradition circassienne en y mêlant sa culture africaine.

## Origine
Le Circus Baobab est issu d'une idée de Laurent Chevallier, réalisateur de cinéma. Séduit, Telivel Diallo, alors directeur national de la Culture de Guinée qui encouragea le projet.
Au printemps de 1998, l'équipe artistique cherche à réaliser un long métrage sur un cirque guinéen itinérant. Ce film est centré sur « une troupe de saltimbanques africains, autour de sa vie quotidienne, de son périple le long des pistes, de ses représentations sur les places de villages. » L’idée est séduisante, mais il n'existe pas de cirque itinérant en Guinée. Le Ministère de la Culture rebondit sur l'idée et envisage la création d'une Troupe Nationale de cirque, s'inspirant ainsi des Ballets Africains de  Keïta Fodeba à la fin des années 40 mais qui s'installèrent en Guinée en 1958.
Trois mois plus tard, le projet est lancé. Telivel Diallo, rencontre les directeurs de troupes et ballets de quartier de Conakry. Pierrot Bidon, fondateur d’Archaos et figure du cirque contemporain français est contacté pour participer à la sélection des artistes et jeter les bases du projet.
Le projet vise à créer une troupe qui deviendrait ainsi le premier cirque acrobatique aérien d’Afrique. L’idée d’un spectacle dont la scénographie s’articulerait autour d’un baobab prend forme.
En septembre 1998, Circus Baobab est né : 8 filles et 20 garçons âgés de 15 à 25 ans, danseurs, percussionnistes et acrobates travaillent avec Pierrot Bidon et les chorégraphes guinéens sur un thème inspiré d’une ancienne légende de l’ethnie bambara : La Légende du Singe Tambourinaire.

## Une collaboration franco-guinéenne
La formation s’échelonne alors sur 2 ans, sous la houlette d’Isabelle Sage qui en assure la mise en place et les outils entre la France et la Guinée. Les entrainement se déroulent dans un vieux gymnase de Conakry.
Kabiné Traoré, ancien danseur professionnel, militaire de carrière, devient Directeur du Centre National d’Art Acrobatique de Guinée. L’équipe s’entoure de professionnels français pour l’enseignement du jonglage, Gino Rayazone, du trampoline, Christophe Chapin et Maxime Delzangles, de l’acrobatie aérienne : Elsa Renoud et Jean-Michel Poitreau (Cie Tout Fou To Fly), Katerin Wolf (Cirque Baroque) et Christian Étienne (école de Rosny-sous-Bois, enseignant), et Patrice Kotyla comme coordinateur et répétiteur permanent. 
 
En mars 2000, la troupe entame une tournée guinéenne qui l’emmène de village en village. C'est au cours de cette tournée que le film prévu à l'origine est tourné, suivant le périple pas à pas, et en capturant les images de cette aventure artistique et humaine. 
En mai 2000, l’équipe organise son premier séjour en France, au cours duquel elle présente une première version de La Légende du Singe Tambourinaire et enrichit sa formation au contact d’artistes et d’écoles françaises.
En mai 2001, à l’issue d’une formation de 2 ans, la Troupe Nationale d’Art Acrobatique de Guinée débute en France sa première tournée européenne.
En février 2001, le film sort au cinéma.

## Spectacles
Le premier spectacle du Circus Baobab fut « La Légende du Singe Tambourinaire ».
Le second spectacle de la troupe se nomme “Les Tambours Sauteurs”, et fut réadapté en 2002. D'une durée  d'1h25, les membres de la troupe l'interprètent de jour ou de nuit, aussi bien en extérieur qu'en intérieur, dans des salles ou chapiteaux.
Le pitch de ce spectacle est : « Il était une fois, un village de Haute-Guinée appelé "Balandou". Dans ce village, les hommes vivaient en harmonie et célébraient chaque année la fête des moissons en dansant le "Sabar" . »
Ce spectacle raconte l'histoire de jeunes guinéens fascinés par la vie citadine, qui partent tenter leur chance à Conakry. Mais comme dans toutes les capitales, la vie quotidienne est difficile.
Souvent sans travail, beaucoup de ces jeunes tombent dans le trafic, la luxure, le vol et vivent coursés par les militaires. Mécontent de leur comportement, le sorcier du village vient rappeler aux jeunes ce qu'ils étaient avant de boire et de voler, ainsi que les promesses faites aux familles avant leur départ. Effrayés, les jeunes retournent au village et interprètent la traditionnelle "danse des hommes forts" et retrouvent ainsi leur dignité.
Écrit collectivement par les artistes de la troupe sous la houlette de Pierrot Bidon et Patrice Kotyla, « Les Tambours Sauteurs » offre une galerie de personnages burlesques, comme le veut la tradition des comédies d'Afrique de l'Ouest, caricaturant la société et les institutions et mettant en lumière l’identité des jeunes Africains pris entre tradition et modernité. L'accent est mis sur le choc des cultures, juxtaposant musique traditionnelle et rap, boubous et jeans troués, respect des traditions et délinquance. Le spectacle penche dans la caricature en présentant une galerie de personnages burlesques : un général auto-proclamé et ventripotent, le Ministre des faux problèmes chargé des affaires inutiles, le Roi des voleurs. Une délirante course poursuite s’ensuit, donnant lieu à des acrobaties aériennes rythmées par des percussions et chansons guinéennes.
Un griot mène la danse de cette mise en scène très contemporaine qui brosse un portrait de la Guinée entre forêt et ville, entre tradition et modernité. Le spectacle inclut des éléments plus traditionnels du monde du cirque, avec des prestations au trapèze volant, des duos de trapèze fixe et de perche, corde lisse, contorsion, jonglage, acrobaties et danses. Ce spectacle est interprété par 13 acrobates et 6 musiciens.
Créé en 2001 (version de cinquante minutes), il a été joué notamment au festival d'Aurillac. Il a été remis en scène en 2002. Cette réadaptation a permis l’introduction de nouveaux numéros de cirque ainsi qu’une réécriture musicale et une création lumière de Jean Marie Prouveze assisté de Kamel Bouchakour, opérateur sur console automatisée et traditionnelle. Des vidéos de démonstration du spectacle sont disponibles sur internet

## Prix et reconnaissances
- 2024 : Trophées d'excellence aux Victoires de la musique guinéenne[2].